# 風暴基里爾
基里尔（Kyrill，'kɪrɪl）是对一个后来变成强烈温带气旋的低压区的命名。基里尔在2007年1月15日在纽芬兰形成，遂跨越大西洋，在1月17日到达爱尔兰和英国。风暴后来在1月17和1月18日越过北海，在1月18日下午于德国和荷兰沿岸登陆。登陆后风暴向东穿越波兰、波罗的海，进入俄罗斯北部。
基里尔在西欧造成广泛的破坏，尤其在奥地利和德国。直至1月19日，风暴已令45人丧生，以及令公共交通受阻，电力供应中断。
風暴在2007年1月17日由柏林自由大學氣象學院命名。

## 简介
基里爾是一個歐洲暴風。歐洲暴風是一種在冬季穿越大西洋向歐洲大陸移動的強烈氣旋性風暴，風暴通常會東移到達英國北部沿岸，趨向挪威，但有時也會向南轉向影響愛爾蘭、法國、比利時、荷蘭、丹麥、瑞典、奧地利、德國、捷克共和國和波蘭。這些風暴的中心風力常達到12級以上，不遜於熱帶氣旋。所以，歐洲風暴有時會被稱作“颶風”，但其實只有一小部分是由熱帶氣旋轉化而成的。
基里爾造成重大破壞，在於它的颶風圈半徑不尋常的大，可以同時嚴重影響德國及其鄰近國家。即使在德國北部的平原，也錄得時速高達130公里的陣風。德國的氣象專家形容，這是十年一遇的風暴。上一個威力如此強大的風暴吹襲德國是在1999年。

## 事件回放
基里爾在1月17日較晚時份登陸愛爾蘭和英國後，基里爾在1月17和18日兩日橫掃兩國。尼德爾斯島氣象站錄得時速160公里的風速；麗茵半島（Llyn peninsula）上的亞伯達倫村（Aberdaron）錄得時速130公里；愛爾蘭首都都柏林錄得時速149公里；斯旺西市附近的芒布林斯（Mumbles）錄得時速120公里；而位於格拉馬幹山谷（Vale of Glamorgan）的聖阿森（St Athan）則錄得時速101公里的風速。
德國氣象局在1月18日建議市民留在室內，並避免不必要的行程。 當風暴登陸，在荷蘭和德國錄得達到12級的風力。接著風暴先穿越德國的下萨克森、不来梅州、汉堡、石勒苏伊格-荷尔斯太因和北莱茵-威斯特法伦，然後於18日晚上時份橫掃了整個德國。而高達每小時202公里及198公里的烈風也分別吹襲了溫德斯泰因及哈茨山脈的布羅肯峰。 其後風暴向東移，風眼於歐洲中部時間晚上6時至7時間橫過了下薩克森，向波羅的海吹去。風暴吹襲波蘭期間，更加在卡爾科諾謝山脈的雪姑娘峰錄到了最高風速的每小時212公里。 在捷克，亦因高達每小時200公里的風速而使到鐵路及空中交通受阻，首都布拉格的氣溫也曾因風暴而上升至14℃。

## 风暴影响

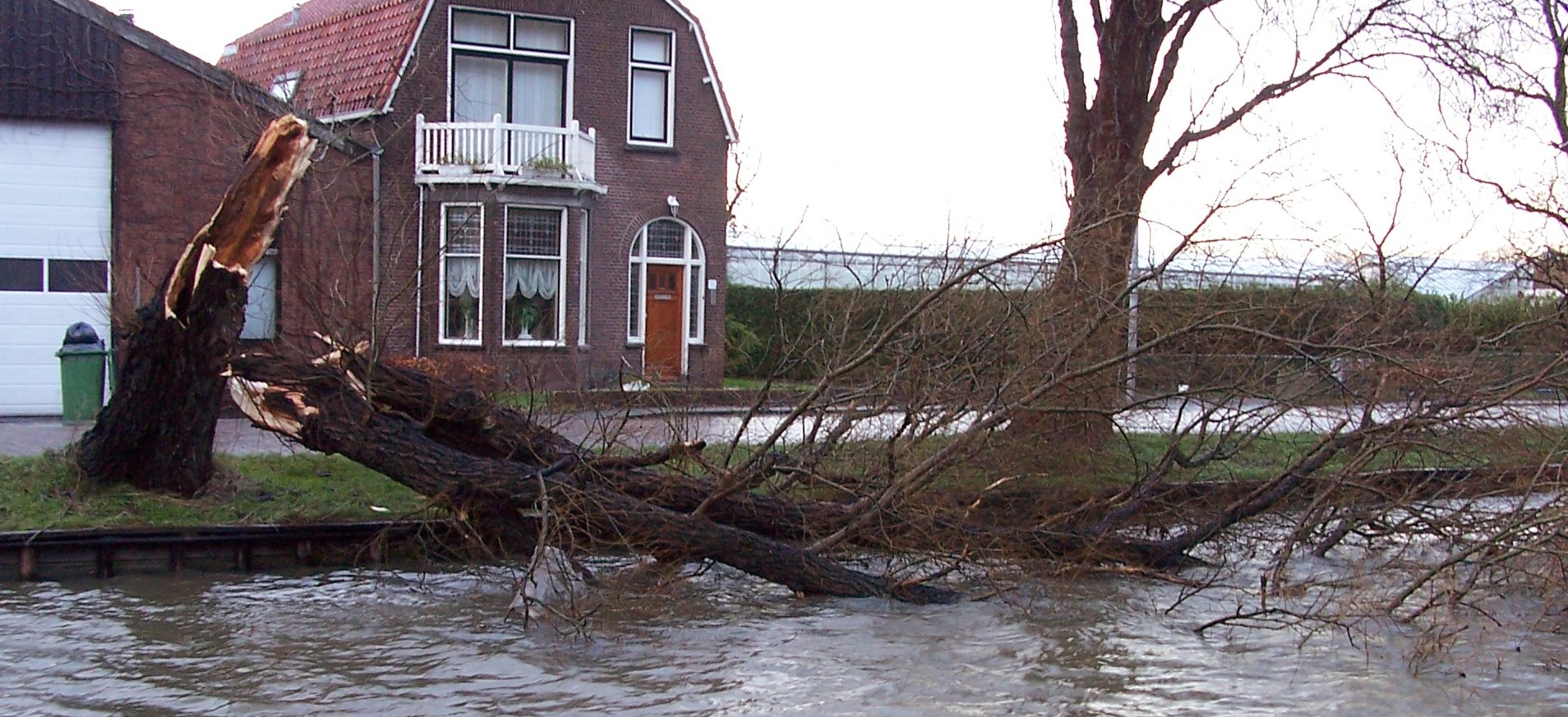
基里爾在荷蘭代爾夫特造成的破壞。

在登陸的當天，在英格蘭南部約有25,000間房屋因高壓電纜塔受風暴吹襲損毀而沒有電力供應。 同一日，德國的州份如布蘭登堡、薩克森及薩克森-安哈特也遭受到嚴重的電力不足影響。根據當地供應商Envia指出，共有52,000間房屋沒有電力供應。 當中，位於北萊茵-威斯伐倫州內的錫根-韋根施坦區則宣佈進入緊急狀態，所有學校停課直至1月19日（星期五）為止，道路也不會被清理，直至情況回復穩定為止。 到了風暴吹襲的第二天，德國及捷克已經各自有超過一百萬間房屋繼續沒有電力供應，奧地利和波蘭也有數以萬計的房屋在黑暗之中渡過。  
在波蘭，有不少地區因飽受暴雨而發出氾濫警告，當中耶萊尼亞古拉省有少量房屋受到了風暴的破壞。 至於烏克蘭方面，德魯茲巴油管的供應亦因風暴而全面停止供油。
強風吹過阿爾卑斯山脈後形成了焚風效應，促使了在意大利的反常高溫。（都靈錄得27℃高溫）
而荷蘭方面，有關當局啟動了風暴氾濫警告系統（Stormvloedwaarschuwingsdienst），因為風暴的風速已經超越了蒲福氏風級第10級。警告於1月18日（星期四）當地時間晚上10時30分向德爾夫宰爾及哈林根兩個城市發出，水位於星期五早上到達了警戒線，比正常潮汐水位高出近4.5米，兩個城市差點就要進行全面疏散。 

### 海港和航运

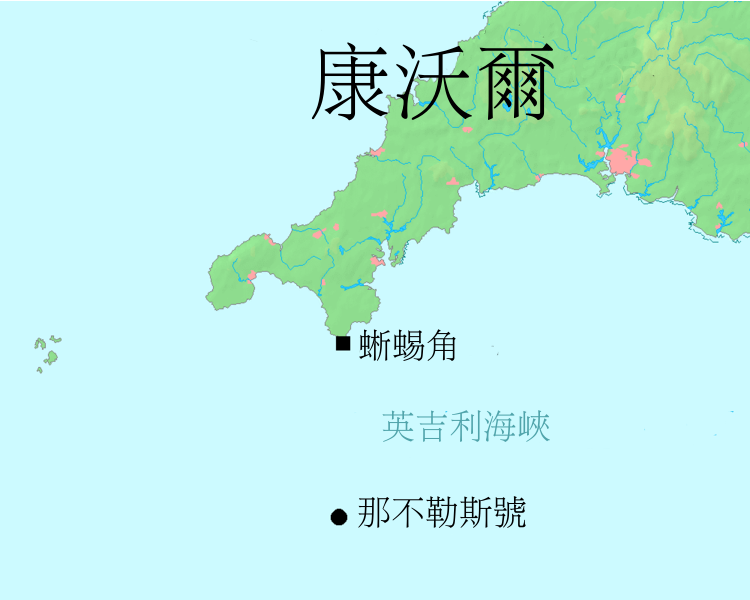
那不勒斯號被棄船的位置

一艘正前往葡萄牙途中，屬於地中海航運公司旗下的貨櫃輪「那不勒斯號」，也因為受到風暴影響而最終被棄置於英吉利海峽。當時船上載有2,394個貨櫃，當中有158個貨櫃載有有害物質。船上26名船員安全由英國及法國的海岸防衛隊拯救。該艘船其後被拖到位於萊姆灣的避風港，輾轉地再被拖到位於多塞特郡的波特蘭港。據報該船結構嚴重受損，船上右舷部份有一個1米乘0.5米的洞使船身正在入水，並在東德文郡的布蘭斯康村海岸對出1英里位置擱淺。 由於該艘船已經漏出近200噸的燃油，故有關當局在1月21日起派人進行控制漏油情況，以減少漏油的污染。而近200個貨櫃亦失蹤，當中有一些載有酸蓄電池及其他有害物質。
來往費什加德及羅斯萊爾之間的渡輪服務取消， 而來往德國的黑爾戈蘭島及東弗里西亞群島與北弗里西亞群島之間的渡輪服務亦被取消。 在愛爾蘭方面，首都都柏林港被迫暂时完全关闭。两艘渔船在爱尔兰东南海岸沉没，造成共有7人死亡。第三艘渔船虽然亦告沉沒，但最終全体船員获救。 德國方面，下薩克森及什勒斯維希-霍爾斯坦的州政府則宣佈沿岸地區將會遇上比正常潮漲高出3.5米的風暴潮， 不過幸好潮漲出現在風暴過後，並沒有造成之前估計的重大損傷。

### 公路运输
德国多条高速公路关闭给人们出行带来极大不便，在莱茵-鲁尔区，特别是杜塞尔多夫和科隆，差不多所有跨莱茵河的大桥都被关闭。德国很多桥梁禁止空载卡车通行。荷兰警察建议卡车不要进入荷兰境内。
在英国，風暴造成很多高速公路關閉，包括M1、M6、M18、M69、M25、M62及M42高速公路，此外，亦有部份公路局部關閉。另外，諸如M6的泰爾渥高架橋、M60上跨過曼徹斯特通海運河的橋樑、M56的韋弗河高架橋、以及M25的伊莉莎白二世橋都因為強風而關閉，以防一些車身較高的車輛被強風吹翻。由於駕駛者須要使用其他道路，使其他高速公路嚴重擠塞。長長的車龍在堵車黑點漫延，尤其在一些橫過曼徹斯特通海運河的替代路線，如經沃林頓橫過朗科恩橋的路線等。

### 航空运输
希思罗机场超过280个航班被取消，而曼彻斯特国际机场亦因衛生及安全問題取消了80个航班。 爱尔兰的机场在1月19日早上的航班因愛爾蘭普遍刮起強風而延誤，而下午的航班则是因为欧洲其它地区也受到暴风影响而延誤。德國的法蘭克福國際機場亦有多個航班因惡劣天氣而取消。. 總括來說，瑞士国际航空在1月18及19日共取消了88个航班；英國航空取消了180個航班；德國漢莎航空共取消了329個航班並警告在服務回復正常前可能會出現多個航班延誤。

### 铁路

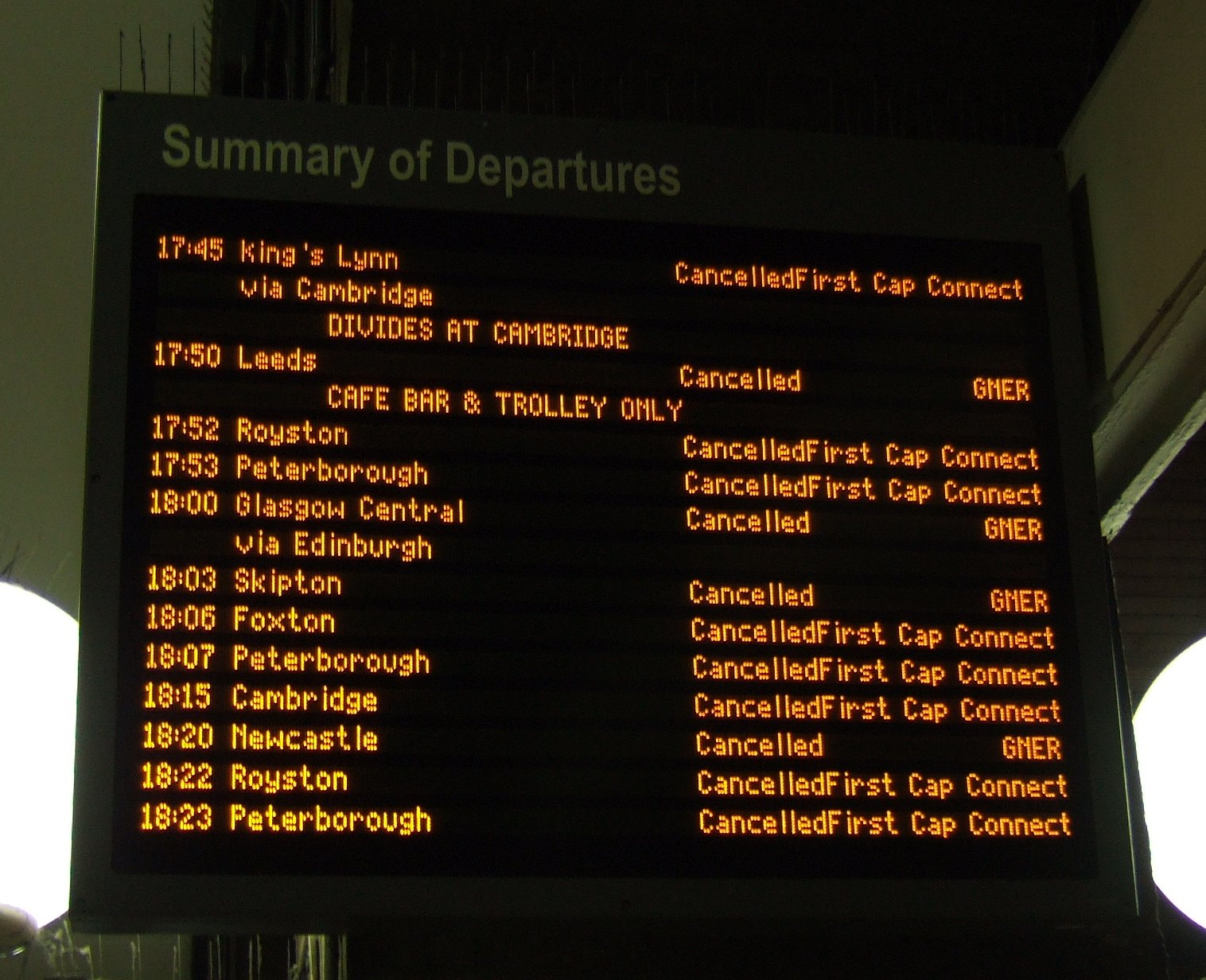
設於英王十字站的出發顯示屏正顯示被取消的火車班次

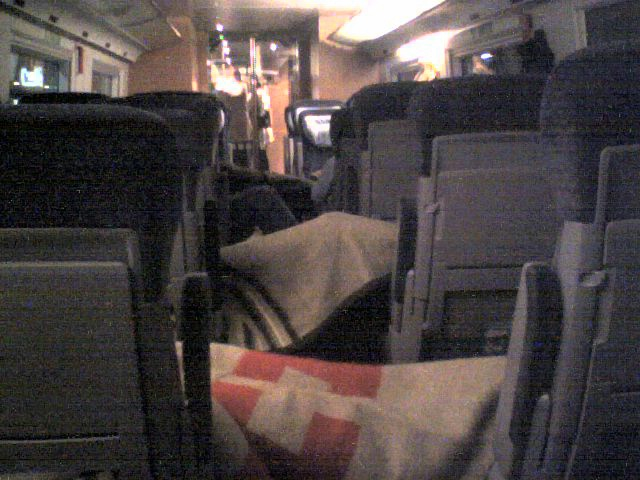
因火車不能開行而被困的乘客，睡在一列停在維爾茨堡中央車站的ICE列車之上

暴风严重影响到全個英國在1月17日早上的繁忙時間，當中苏格兰的大量降雪更令事件雪上加霜。列车服务加迪夫 和帕丁顿火车站 被取消了。英國的鐵路營運商鐵路網把火車的速度限制在時速50英里，以減少可能的受損。來往加的夫中央車站至倫敦帕丁頓站的服務被取消，而東海岸鐵道主幹線則只維持有限度服務。維珍鐵路方面取消了由倫敦至蘇格蘭的服務，而第一大西鐵路則關閉了來往帕丁頓至雷丁的路線，改為以接駁巴士行走。而英國國鐵的倫敦橋站亦因玻璃天幕鬆散而關閉。
德國鐵路營運商德國鐵路最初只是限制旗下列車的最高時速只能達到200公里， 但其後所有本地的IC列車／ICE列車網絡及在德國北部及西部的本地鐵路服務均由歐洲中部時間1月18日下午5時15分起停止，因為主要幹線（不萊梅－漢諾威、漢堡－漢諾威、不萊梅－奧斯納布呂克）及其他支線均受風暴影響。德國鐵路甚至史無前例地宣佈，所以旗下列車從晚上7時30分起暫停行駛，只有個別本地線會根據當地情況而有限度行駛，直至另行通告為止。所有行駛中的列車會在下一個站停車並不再開出，滯留在火車站的乘客數以萬計。後來，由於情況繼續轉壞，列車車卡開放予一些無法尋找酒店容身的乘客。在一些主要受影響的車站，如明斯特中央車站及漢諾威中央車站，更通宵開放了車站的防空洞，紅十字會人員向滯留乘客派發毛毯。 最終火車服務於1月19日早上恢復，但週末期間仍有列車取消服務或延遲，因為鐵路公司需要檢查長達34,000公里的路軌以確保安全。把晚上全面停頓的鐵路重新投入服務，德國鐵路面對了前所未有的嚴峻考驗，亦是德國的鐵路史上首次出現的情況。 在1月18日，一列IC列車在一截埃爾姆斯霍恩與威斯特蘭之間的路軌上碰上了一棵倒塌在路軌的樹。一截機車損毀，但沒有任何傷亡報告。而另一輛載有180名乘客的ICE列車則在迪普霍爾次縣動彈不得，車上乘客須要疏散。杜伊斯堡中央車站就因極板網柵失效影響而電力中斷。
在德国东部的柏林火车站，站台顶部主架构遭到破坏。一个2吨重的横樑从40米处坠落，砸坏了室外的楼梯。后来，站台上部玻璃板开始松动，考虑到玻璃板可能断裂车站立即紧急疏散。 1月19日中午13点15分，区域列车S-Bahn恢復行走，13:30分火车站再度开放。 群眾開始對這個建成只有八年的車站差劣設計議論紛紛，但德國鐵路及建築師均對批評一一否認。由於墮落的橫樑並非用以支撐車站結構，故這些橫樑只依靠一些如簷篷等的小型支撐物支撐，並非永久固定。德國鐵路表示會在橫樑的前方額外再銲接一些支撐物，在問題解決為止之前，當風速達蒲福氏風級第8級時就會暫時關閉車站。結果車站的地面部份因受到強風吹襲而於1月21日再次關閉。
最終車站在晚上9時再次開放。
在荷蘭方面，所有火車服務在1月18日晚上停止服務。位於台夫特的車站及阿姆斯特丹中央車站都因為車站頂部損毀而須要疏散。 在芬洛附近，一位火车司机因火车撞到路轨上的树被破碎的玻璃刮伤。
另一方面，在阿爾卑斯山上的強風促使奧地利氣象當局向滑雪人士發出警告，勸籲他們應儘快尋找地方躲避，亦使最少一條主要高速公路隧道封閉。

### 人员伤亡
根据BBC的报道，至少有58人已经丧生，死亡数字可能进一步提高。數字可能會有出入，因為損失尚在評估中。 当前已经报道的死亡人数如下:
| 國家       | 死亡人數 | 註釋            |
| ---------- | -------- | --------------- |
| 德国       | 13       |                 |
| 英国       | 14       | 8名在西北英格兰 |
| 爱尔兰     | 7        | 死於海上        |
| 荷蘭       | 7        |                 |
| 波蘭       | 6        |                 |
| 捷克共和國 | 4        |                 |
| 法國       | 3        |                 |
| 比利時     | 3        |                 |
| 奧地利     | 1        |                 |

#### 西欧

##### 英國
英國共有14人死亡，是眾多受災國家之中最多，當中又以英格蘭最多。所有意外均在1月18日發生。
- 風暴的第一宗傷亡是發生在伯明翰國際機場。該機場的執行董事在當地時間早上5:45左右，當他的汽車行經施羅普郡時被倒下來的樹砸毀了他的汽車而身亡。[39]
- 在倫敦的肯特鎮，一名兩歲男孩與他的保姆在1月18日下午時份外出時，被一幅倒塌的圍牆壓住致頭部嚴重重創，送院後証實死亡。[40]
- 一名女貨車司機在約克郡的A629路上駕駛她的貨車時翻側，連人帶車衝進運河。[41]
- 一名德國籍的男貨車司機，在近切斯特的A55路上駕駛時遇上類似的意外。[41]
- 一名前座乘客在派克郡的A329路上，被一枝倒下的樹幹壓毀他所乘坐的私家車而身亡，司機受傷。[41]
- 一名男子在曼徹斯特的一處工業區被強風吹到撞上金屬窗板上死亡。[41]
- 在柴郡，一名男子在地盤工作時被一棵樹倒下壓斃。[41]
- 一名老翁在亨伯賽德郡一間倒塌房屋內死亡。[41]
- 一名女子在史托港市，被一幅用以躲避的牆倒塌而壓死。[41]
- 在蘭開夏郡，一名男子在油站加油時被塌下的油站頂篷壓住，送院後証實死亡。[41]
- 在施羅普郡，一名貨車司機在與另一輛汽車相撞後當場死亡。[41]

##### 德國
德國受到風暴的破壞最嚴重，截至1月21日為止共有13宗傷亡報告。大多數發生在1月18及19日之間，有些傷者後來在醫院傷重不治。
- 在慕尼黑，一個18個月大的嬰兒因房屋內露台的門鉸鏈損毀倒下而受傷，送院後最終傷重不治。[42][43]
- 在巴登-符騰堡邦，一名鐵騎士在閃避一棵倒下的樹時，失控墮地撞向一輛迎面而來的汽車，當時死亡。[42]
- 一名73歲老翁在巴伐利亞邦的奧格斯堡區撞向一道糧倉的門。[43]
- 一名消防員在北萊茵-威斯伐倫執行風暴清理工作時身亡。[44]
- 一名36歲鐵騎士在希爾德斯海姆被倒下來的樹壓斃。[42]
- 另一名鐵騎士在埃森滑進樹下受傷，送院後延至1月21日死亡。[42]
- 位於利普斯特附近的B55聯邦公路上，一名23歲女子被倒下的樺樹壓中她的汽車死亡。[44]
- 一名男子在薩克森-安哈特邦因鄰近的建築物上的三角牆倒塌而被壓斃。[42]
- 在布蘭登堡邦，一名25歲男子駕駛汽車時撞上了一棵倒下的樹。[42]
- 在北萊茵-威斯伐倫邦，一名男子因沒有注意到一棵正倒下的樹而被壓斃。[42]
- 一名男子同樣地在慕海姆被倒下的樹壓斃。[45]

##### 荷蘭
荷蘭共有七人因惡劣天氣而身亡，當中兩人同樣在阿納姆與埃德之間，被倒下的樹壓毀汽車身亡。一名男子在奥斯特豪特附近與一輛貨車相橦身亡。在烏得勒支省的一個小鎮，一名鐵騎士與一棵樹相撞死亡，與另一名17歲男生在北布拉班特省一城市駕駛一輛助動車時遭遇一樣。而另一名11歲男童則在該省的一村落裡被強風吹到一輛正向他駛來的汽車之前，當時身亡。在東部上艾瑟爾省的史達福斯特市，當一名59歲男人正要維修因風暴而損毀的糧倉屋頂時被強風吹走。另外，一台起重機倒塌壓毀了烏得勒支大學大樓的屋頂，六人受傷。 荷蘭的國家災難中心勸籲國民盡量留在室內，這是該中心第一次發出這種警告。

##### 法國
在法國，一名駕駛導師在法國北部的魯貝，由電線杆倒塌壓毀她正乘坐的汽車身亡，其學生重傷。一名30歲男子在北部的阿比維爾被一輛突然失控的貨車撞向他的汽車死亡。一個女人在里爾一間店舖的屋頂倒塌後失蹤。 而位於聖奧瑪的教堂則受到了嚴重損毀。

##### 比利時

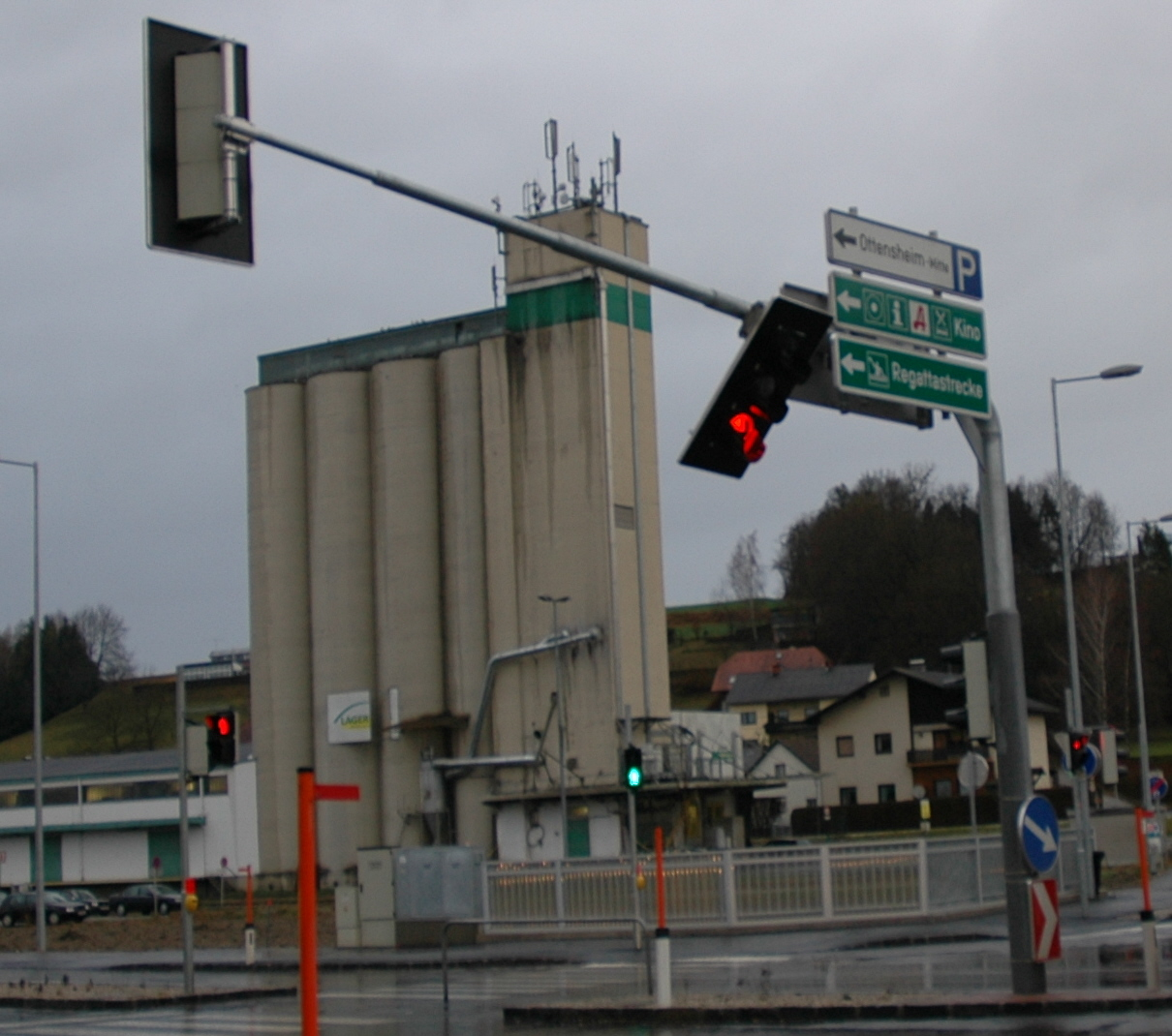
在奧地利多瑙河流域上游，一盞交通燈被強風吹至扭曲

在比利時，共有三人成為了這次風暴的受害者。在哈勒，一名16歲女生因身後的牆壁倒塌而壓斃；在列日省，一名男被倒下的樹壓毀他的汽車身亡。 在安特衛普，一名12歲男童被一條下墮橫樑壓至傷重死亡。

#### 中欧和东欧
在波蘭的卡托維茲，一名起重機操作員因所操作的起重機在25米半空斷開兩截而死亡。 直至1月19日為止，共有6人死亡及19人受傷，接近80萬間房屋沒電力供應，超過500間損毀。
在捷克利贝雷茨州一條村落中，一名消防員與他的同寮在清理路面時，被一條樹幹擊中死亡。另外，兩名年青人亦在布拉格附近被倒下的樹壓中他們乘坐的汽車死亡。

## 参看
- 2006-07年冬季风暴
- 2007年北美冰暴